# Allochernes powelli
Espèce
Synonymes
- Chelifer powelli Kew, 1916
- Chernes creticus Beier, 1931
- Allochernes italicus Beier, 1932

Allochernes powelli est une espèce de pseudoscorpions de la famille des Chernetidae.

## Distribution
Cette espèce se rencontre au Royaume-Uni, en Irlande, au Danemark, en Allemagne, aux Pays-Bas, en Belgique, en France, en Espagne, au Portugal, en Italie, en Autriche, en Slovaquie, en Hongrie, en Croatie, en Grèce et en Turquie.

## Étymologie
Cette espèce est nommée en l'honneur de H. L. Powell.

## Publication originale
- Kew, 1916 : A synopsis of the false-scorpions of Britain and Ireland; supplement. Proceedings of the Royal Irish Academy, sér. B, vol. 33, p. 71-85 (texte intégral).